# Отосен (Ајова)
Отосен (енгл. Ottosen) град је у америчкој савезној држави Ајова. По попису становништва из 2010. у њему је живело 55 становника.

## Демографија
Према попису становништва из 2010. у граду је живело 55 становника, што је -6 (-9.8%) становника више него 2000. године.
| Група             | 2000.       | 2010.      |
| Белци             | 61 (100.0%) | 49 (89,1%) |
| Афроамериканци    | 0 (0,0%)    | 0 (0,0%)   |
| Азијати           | 0 (0,0%)    | 0 (0,0%)   |
| Хиспаноамериканци | 0 (0,0%)    | 2 (3,6%)   |
| Укупно            | 61          | 55         |